# Лукреции
Лукрециите (Lucretii) са римски патриции от gens Lucrècia, появили се от 5 век пр.н.е. в Римската република. Мъжкото им име e Лукреций (Lucretius), а женското – Лукреция (Lucretia).
Те имат когномен Триципитин (Tricipitinus, Flavus). Плебейските им клонове са с когномен Gallus, Ofella, Vespillo и Carus. Двама члена на фамилията с когномем Trió са магистри на Монетния двор и секат монети.
Известни от фамилията:
- Спурий Лукреций Триципитин, суфектконсул 509 пр.н.е.
  - Лукреция, + 500 пр.н.е., изнасилена от Секст Тарквиний, син на Тарквиний Горди
- Тит Лукреций Триципитин, консул 508 и 504 пр.н.е.
  - Луций Лукреций Триципитин, консул 462 пр.н.е.
    - Хост Лукреций Триципитин, консул 429 пр.н.е.
    - Публий Лукреций Триципитин (трибун 419 пр.н.е.) консулски трибун 419 и 417 пр.н.е.
- Луций Лукреций Триципитин Флав, суфектконсул 393 пр.н.е. и консулски трибун 391, 388, 383 и 381 пр.н.е.
- Гай Лукреций Гал, Duoviri navales 181 пр.н.е., претор 171 пр.н.е.
- Гней Лукреций Трион, магистър на Монетния двор 136 пр.н.е.
- Квинт Лукреций Офела († 81 пр.н.е.), конник
- Луций Лукреций Трион, магистър на Монетния двор 76 – 74 пр.н.е.
- Квинт Лукреций Веспилон, оратор и юрист
  - Квинт Лукреций Веспилон, консул 19 пр.н.е.
- Тит Лукреций Кар, (99 г. пр.н.е. – 55 г. пр.н.е.), поет и философ
- Сулпиций Лукреций Барба, суфектконсул 99 г.